# Silo de Alcalá de Henares
El silo de Alcalá de Henares es un antiguo silo de grano de la ciudad española de Alcalá de Henares, Comunidad de Madrid. Se encuentra situado junto a las vías del tren y la estación de ferrocarril.

## Historia
Su construcción respondió a una premeditada organización para el almacenamiento de cereal, dentro de la política implementada por el régimen franquista a través del Servicio Nacional del Trigo (SNT). Para 1942 ya se habían diseñado algunos silos de tránsito: todos de gran tamaño y capacidad. Estos silos fueron singulares, no seriados como los que se hicieron posteriormente, y eran vitales en el esquema de la Red Nacional al estar ubicados en los importantes nudos ferroviarios que unían las zonas productoras. Entre estos primeros silos están los de Alcalá de Henares, Córdoba y Mérida. El de Alcalá de Henares, que entró en servicio en 1949, fue el primero de la red.
Las instalaciones de Alcalá de Henares tenían una capacidad de 2.300 toneladas y se encontraban situadas junto a una importante ruta ferroviaria. En 1969 el silo complutense pasaría a formar parte del Servicio Nacional de Cereales, y en 1971, del Servicio Nacional de Productos Agrarios (SENPA). Tras caer en desuso, en la actualidad el recinto se encuentra sin uso y abandonado.